# Alfred Enoch
Alfred Lewis Enoch (Londres, 2 de dezembro de 1988) é um ator anglo-brasileiro, mais conhecido por ter interpretado o bruxo Dino Thomas nos filmes da saga Harry Potter, o herói troiano Eneias, filho da deusa Afrodite na série Troy: Fall of a City e o estudante de direito Wes Gibbins, na série de televisão da ABC How to Get Away with Murder.

## Biografia
Nascido em Westminster, Londres, é filho do ator britânico William Russell e da médica Dra. Etheline Margareth Lewis Enoch, uma brasileira de origem afro-barbadiana. Enoch frequentou a Westminster School, uma escola particular em Londres. No ano de 2001, ele passou a integrar o elenco de Harry Potter e a Pedra Filosofal no papel de Dean Thomas. Ele aparece em 7 dos 8 filmes Harry Potter. Alfie já morou em Salvador, na Bahia. Também é fluente em português, e graduou-se em licenciatura em Português e Espanhol pela Universidade de Oxford. 
Depois dos filmes Harry Potter, o ator atuou em diversas peças em Londres London, incluindo Coriolano, Timon de Atenas, Antigona, Happy New Year e The Ballard of Salomon Pavey. Enoch atuou em Bainbridge, the Bloody Guardsman, no episódio Sherlock, "The Sign of Three". Em 2014, Enoch entrou para o elenco regular da série How to Get Away with Murder (ABC). Em 2019, Alfie é convidado pelo diretor brasileiro Lázaro Ramos para protagonizar o longa-metragem Medida Provisória no Brasil. O longa é uma adaptação da peça para teatro Namíbia, Não! do dramaturgo Aldri Anunciação (Prêmio Jabuti de Literatura).

## Filmografia
| Ano             | Título                                            | Papel                            | Notas                                                                       |
| --------------- | ------------------------------------------------- | -------------------------------- | --------------------------------------------------------------------------- |
| 2012            | National Theatre Live                             | Philotus                         | Episódio: Timon of Athens                                                   |
| 2013            | Broadchurch                                       | Sam Taylor                       | Episódio: "1.1"                                                             |
| 2013            | Mount Pleasant                                    | Alex                             | Episódio: "3.7"                                                             |
| 2014            | Sherlock                                          | Bainbridge                       | Episódio: "The Sign of Three"                                               |
| 2014            | National Theatre Live                             | Titus Lartius                    | Episódio: Coriolanus                                                        |
| 2018            | Troy: Fall of a City                              | Aeneas                           |                                                                             |
| 2014−2018; 2020 | How to Get Away with Murder                       | Wes Gibbins/Christopher Castillo | 48 episódios Elenco principal (temporadas 1−3), Convidado (temporada 4 e 6) |
| 2022            | Harry Potter 20th Anniversary: Return to Hogwarts | Dino Thomas                      | Especial                                                                    |

| Ano  | Título                                        | Papel       |
| ---- | --------------------------------------------- | ----------- |
| 2001 | Harry Potter and the Philosopher's Stone      | Dean Thomas |
| 2002 | Harry Potter and the Chamber of Secrets       | Dean Thomas |
| 2004 | Harry Potter and the Prisoner of Azkaban      | Dean Thomas |
| 2005 | Harry Potter and the Goblet of Fire           | Dean Thomas |
| 2007 | Harry Potter and the Order of the Phoenix     | Dean Thomas |
| 2009 | Harry Potter and the Half-Blood Prince        | Dean Thomas |
| 2011 | Harry Potter and the Deathly Hallows – Part 2 | Dean Thomas |
| 2022 | Medida Provisória                             | Antônio     |

## Prêmios e indicações
| Ano  | Premiação                          | Categoria                                  | Nomeações                   | Resultado |
| ---- | ---------------------------------- | ------------------------------------------ | --------------------------- | --------- |
| 2015 | NAACP Image Award                  | Melhor Ator Coadjuvante em Série Dramática | How to Get Away with Murder | Indicado  |
| 2016 | NAACP Image Award                  | Melhor Ator Coadjuvante em Série Dramática | How to Get Away with Murder | Indicado  |
| 2017 | NAACP Image Award                  | Melhor Ator Coadjuvante em Série Dramática | How to Get Away with Murder | Indicado  |
| 2018 | Iara Awards                        | Melhor Ator Jovem                          | How to Get Away with Murder | Indicado  |
| 2021 | Pan African Film Festival          | Melhor Ator                                | Medida Provisória           | Venceu    |
| 2021 | FESTin                             | Melhor Ator                                | Medida Provisória           | Venceu    |
| 2022 | CCXP Awards                        | Melhor Ator Filme (Brasil)                 | Medida Provisória           | Indicado  |
| 2023 | Festival Sesc Melhores Filmes      | Melhor Ator Nacional                       | Medida Provisória           | Indicado  |
| 2023 | SEC Awards                         | Melhor Performance em Filme Nacional       | Medida Provisória           | Indicado  |
| 2023 | Grande Prêmio do Cinema Brasileiro | Melhor Ator                                | Medida Provisória           | Pendente  |